# Жером Шампань
Жером Шампань (фр. Jérôme Champagne, нар. 15 червня 1958, Париж) — французький дипломат у 1983 по 1998 роках, потім став консультантом в міжнародному футболі, зокрема працював на різних посадах у ФІФА з 1999 по 2010 рік.

## Біографія
Жером Шампань отримав освіту в ліцеї Дарсонваль в Сен-Мор-де-Фоссе, після чого 1978 року поступив в Інститут політичних досліджень  у Парижі, який закінчив у 1981 році. Також закінчив Національний інститут східних мов і цивілізацій (INALCO).
У 1983 році Жером Шампань розпочав дипломатичну кар'єру як секретар закордонних справ. Після цього він працював культурно-технічним аташе з співпраці з Посольством Франції в Омані (1983-1984), третім секретарем посольства Франції в Кубі (1985-1987), технічним радником Департаменту з економічних питань (1987-1991), заступником Генерального консула у Генеральному Консульстві Франції в Лос-Анджелесі (1991-1995) і першим секретарем, відповідальним за внутрішню політику в посольстві Франції в Бразилії (1995-1997), де він отримав Національний орден Південного Хреста з рук міністра спорту Бразилії Пеле.
У 1997 році Шампань став дипломатичним радником і начальником Оргкомітету Франції на чемпіонаті світу з футболу у 1998 році. Під час цього турніру Шампань зустрівся з генеральним секретарем ФІФА Йозефом Блаттером та президентом організації Жоао Авеланжем. Після обрання Блаттера Президентом ФІФА в червні 1998 року, він призначив Шампаня як міжнародного консультанта Президента і Мішеля Платіні, як футбольного радника нового президента ФІФА.
В підсумку Шампань послідовно обіймав посади міжнародного консультанта Президента (1999—2002), заступника Генерального секретаря (2002—2005), делегата президента (2005—2007) і, нарешті, директора міжнародних відносин (2007—2010).
Він залишив ФІФА в 2010 році і став футбольним комісар з Всесвітньому фестивалі чорних Мистецтв в Дакарі (2010), а також радникои Федерації футболу Палестини (PFA) і Олімпійського комітету Палестини. Також працював в Федерації футболу Косово, Федерації футболу Турецького Кіпру і, нарешті, в конголезькому клубі «ТП Мазембе» з Лубумбаші.
Шампань був одним з багатьох бажаючих змінити Блаттера на виборах президента ФІФА у 2015 році. Він оголосив себе кандидатом у вересні 2014 року, але зняв у лютому 2015 після невдалої спроби отримати достатню підтримку від федерацій. Однак, у жовтні 2015 року він знову оголосив себе кандидатом на позачергові вибори на пост президента після звинувачення у корупції Блаттера та його відсторонення від роботи. Тим не менш ряд видань, в тому числі британська The Guardian зазначає, що 56-річний чиновник вважається протеже і однодумцем Блаттера.

## Нагороди
- Офіцер бразильського Національного ордена Південного Хреста (1997)
- Командор марокканського Ордена Алауїтського трону (2004)
- Кавалер французького Ордену «За заслуги» (2005)